# Mateusz Seroka
Mateusz Seroka (ur. 24 grudnia 1988 w Tczewie) – polski piłkarz ręczny, prawoskrzydłowy, w latach 2017–2021 zawodnik Azotów Puławy od  sezonu 2021/2021 gracz Orląt Zwoleń.

## Kariera sportowa
Był zawodnikiem Sambora Tczew, Sokoła Gdańsk i SMS-u Gdańsk. W 2007 przeszedł do MMTS-u Kwidzyn, w którego barwach zadebiutował w sezonie 2007/2008 w Ekstraklasie. W sezonach 2008/2009 i 2009/2010 rozegrał 10 spotkań w Challenge Cup, w których zdobył 23 gole. W sezonie 2015/2016 wystąpił w 32 meczach Superligi, w których rzucił 121 bramek, zajmując 11. miejsce w klasyfikacji najlepszych strzelców rozgrywek. W sezonie 2016/2017 był najskuteczniejszym graczem MMTS-u w najwyższej klasie rozgrywkowej – zdobył 162 gole w 32 meczach i zajął 3. miejsce w klasyfikacji najlepszych strzelców ligi.
W lipcu 2017 trafił do Azotów-Puławy, z którymi podpisał trzyletni kontrakt. W sezonie 2017/2018 rozegrał w Superlidze 28 spotkań i rzucił 106 bramek; wystąpił też w ośmiu meczach Pucharu EHF, w których zdobył 32 gole. W sezonie 2018/2019 rozegrał w Superlidze 26 meczów i rzucił 66 bramek, natomiast w Pucharze EHF zaliczył osiem występów, w których zdobył 12 goli.
Od sezonu 2021/2022 jest zawodnikiem Orląt Zwoleń, które występują w I lidze grupie C.
W 2006 uczestniczył w mistrzostwach Europy U-18 w Estonii, podczas których zagrał w siedmiu meczach i zdobył 23 gole. Występował też w kadrze młodzieżowej (grał w meczach eliminacyjnych do mistrzostw świata U-21 w Egipcie) i reprezentacji Polski B – m.in. w październiku 2009 wystąpił w dwóch spotkaniach turnieju w Wągrowcu, w których rzucił osiem goli. W reprezentacji Polski zadebiutował 20 czerwca 2015 w przegranym meczu towarzyskim z Danią (23:26).

## Osiągnięcia
MMTS Kwidzyn
- 2. miejsce w Ekstraklasie: 2009/2010
- 2. miejsce w Challenge Cup: 2009/2010
- 3. miejsce w Ekstraklasie/Superlidze: 2008/2009, 2010/2011, 2012/2013
- 3. miejsce w Pucharze Polski: 2011/2012

Azoty-Puławy
- 2. miejsce w Pucharze Polski: 2017/2018
- 3. miejsce w Superlidze: 2017/2018

Indywidualne
- 3. miejsce w klasyfikacji najlepszych strzelców Superligi: 2016/2017 (162 bramki; MMTS Kwidzyn)[6]